# Torbjörn Hedberg
Erik Torbjörn Hedberg, född 13 mars 1939 i Vendels församling i Uppsala län, är en svensk matematiker och akademisk ledare.
Hedberg blev filosofie licentiat 1967 och disputerade för filosofie doktorsgrad i matematik vid Uppsala universitet 1971 samt blev docent vid Umeå universitet 1972. 1971 blev han, som en av de fyra första lärarna, universitetslektor vid den då nyinrättade Högskolan i Luleå, senare Luleå tekniska universitet, en tjänst han innehade till 2004. År 1977 blev han prorektor och 1979–1994 rektor; han efterträddes av matematikern Ingegerd Palmér.
Hedberg erhöll professors namn 1986 och blev 1987 ledamot av Kungliga Ingenjörsvetenskapsakademien.  Åren 1994–1996 var han professeur associé och directeur vid Ecole européenne d’ingénieurs en génie des matériaux i Nancy. 1999–2001 var han ordförande för Société Européenne pour la Formation des Ingénieurs.
Hedberg var en av fyra professorer vid Luleå tekniska universitet som i ett brev till universitetsstyrelsen 2003 krävde radikala åtgärder för att rädda civilingenjörsutbildningen vid universitetet.
Hedberg är son till folkskolläraren Ruben Hedberg och småskolläraren Alfhild, född Håstad, samt systerson till professor Elis Håstad. Han var gift 1965–1979 med gymnasieläraren Elisabet Falk (dotter till professor Paul Falk.) och är far till Erik Hedberg och Karin Hildebrand.